# Bonomi B.S. 15 Bigiarella
La Bigiarella era un aliante veleggiatore da scuola, monoposto ad ala alta prodotto dall'azienda italiana Aeronautica Bonomi negli anni trenta.

## Tecnica

### Cellula
La fusoliera era a sezione rettangolare, coperta in legno compensato. Il posto di pilotaggio, superiormente aperto, era racchiuso in una carenatura della fusoliera.

Dotato di un pàttino elastico, il velivolo detenne il primato di durata di volo veleggiato di 2 ore 40'.

### Superfici alari
Era caratterizzato da un'ala controventata da due montanti e posto di pilotaggio aperto.
Le ali della Bigiarella, le medesime del Biancone, erano realizzate in due sezioni: rettangolare nella parte centrale e rastremata nelle parti esterne, con le estremità raccordate.

Non essendo dotato di ali ripiegabili, era un modello piuttosto economico.